# Sungai Ujong
Sungai Ujong (Sungei Ujong, Sunjei Ujong) és un dels estats que formen Negeri Sembilan. La capital és Seremban (abans Sungei Ujong derivat de Sungai Hujung que vol dir final del riu perquè hi acaba el riu Sungai Linggi) que ho és també de Negeri Sembilan. Avui dia forma bàsicament el districte administratiu de Seremban i tres districtes electorals (Seremban, Rasah i Telok Kemang).
L'estat fou fundat vers el 1700 i el seu sobirà va agafar el títol de Penghulu Mentri. No es va unir a la federació de Sri Menanti dels Minangkabau fins a la meitat del segle xix amb Dato Kelana. Aquest va haver de fer front a un intent de secessió de la zona del riu Sungei Linggi per on l'estat es comunicava amb Malaca, intent que tenia el suport de Rembau; com que el comerç passava per aquest riu, el que el controlava cobrava les taxes i tenia garantida una certa riquesa. Vers 1870 es van obrir unes mines a Rasah, pocs quilòmetres al sud de la capital, i aquesta va esdevenir una ciutat gran amb el nom de Seremban. El sobirà era Dato Kelana Sendeng però hi havia altres senyors locals i un d'ells, el Dato Bandar Kulop Tunggal, que tenia el suport dels emigrants xinesos que treballaven a les mines, li va disputar els drets sobre aquestes. Kelana Sendeng depenia d'un altra cap local, Sayid Abdul Rahman que exercia com a Laksamana Raja Laut o Almirall reial de l'estat. La rivalitat va portar conflictes violents. Vers el 1873 Dato Kelana va morir i el va substituir Sayid Abdul Rahman que no va tardar a enfrontar a Dato Bandar.
Els britànics, que fins llavors s'havien mantingut al marge, van canviar la seva posició després de l'arribada del nou governador dels Establiments dels Estrets Andrew Clarke el 4 de novembre de 1873 en el lloc de Harry St. George Ord. Sayid va obtenir el seu suport i el 1874 era reconegut com a legítim cap de l'estat i propietari de les mines. Es va signar un tractat que establia que Sayid governaria el país de manera justa i protegiria als comerciants britànics, evitant tota activitat contrària als interessos britànics. Com que la població rebutjava la presència europea, Sayid va perdre suport que semblava guanyar el seu rival Dato Bandar. Una empresa dirigida per William A. Pickering assentada als Establiments dels Estrets fou enviada a Sungai Ujong per avaluar la situació. Va reconèixer la situació interna difícil de Sayid i en va informar al govern colonial. Clarke va enviar a 160 soldata al país per ajudar a Pickering a derrotar a Dato Bandar. A finals de 1874, Dato Bandar va fugir a Kepayang. A pesar de la derrota, els britànics li van donar una pensió i el van enviar a residir a Singapur.
Sayid no va tenir altra opció que acceptar un resident britànic que exerciria el control sobre tots els afers excepte religió i costums locals. A tots els efectes l'estat va quedar separat de Sri Menanti. El capità P. J. Murray fou el primer resident i va establir la seu al carrer Channer, avui dia Jalan Dato Siamang Gagap. Aviat la gent que vivia a Rasah es va traslladar a Seremban per la seguretat i l'ordre.
L'1 de gener de 1895 els britànics el van restituir a la federació.
El sobirà de Sungei Ujong és escollit per quatre senyors locals i avui dia és el primer suplent quan mort o queda incapacitat el cap d'estat o Gran Senyor de Negeri Sembilan (Yang di-Pertuan Besar Negri Sembilan)

## Penghulu mentri (fins vers 1760) i Udang Luak (en endavant)
- Datuk Penghulu Kadim
- Datuk Penghulu Pandak
- Datuk Penghulu Chantak (Rumah Gadong) ?-vers 1760
- Datuk Bador 1760 - 1780
- Datuk Leha 1780 - 1800
- Datuk Bahi 1800 - 1824
- Datuk Kawal 1824 - 1850
- Datuk Kelana Sendeng 1850 - 1873
- Datuk Saiyid Abdul Rahman bin Ahmad al-Qadri 1873 - 1881
- Datuk Lela Setia Muhammad Yusof bin Hashim 1881 - 1889
- Datuk Maamor bin Kasim 1889 - 1945
- Datuk Muhammad Kasim ibni Datuk Andika Abdul Rahim 1946 - 1983
- Datuk Mubarak bin Thahak 1984 -

## Residents britànics
- P.J. Murray 1874 - 1881
- W.F.B. Paul 1881 - 1893
- W.R.H. Carew (actuant per Paul) 1889 - 1890
- Walter Egerton 1 de juliol a 5 de desembre de 1893 (oficial encarregat)
- Robert Norman Bland 1893 - 1 de gener de 1895 (oficial encarregat)